# ジョセフソン素子
ジョセフソン素子（ジョセフソンそし、Josephson device）とは、極薄の絶縁体あるいは常伝導金属薄膜を超伝導体で挟んだときに生じる「ジョセフソン効果」を用いた電子素子である。ブライアン・ジョセフソンによって考案された。
二つの超伝導体の間に薄い絶縁体を挟んで弱く接合した「ジョセフソン接合」に電流を流すと、トンネル効果によって二つの超伝導体間に直流電流が流れるが、電圧をかけるとその電圧に比例した周波数の振動電流が発生する。この「ジョセフソン効果」を応用したものがジョセフソン素子であり、そのスイッチング速度が従来のシリコン半導体より速いため、シリコン素子を超える夢のコンピュータの高速素子として期待された。
しかし、ジョセフソン素子は超低温下でしか動作しないため、液体ヘリウムで冷却する必要があるが、コスト高となることからまだ本格的な実用化には至っていない。高温超伝導体の応用研究が進むにつれ液体窒素の冷却温度でも作動するジョセフソン素子の開発が進みつつある。近年ではテラヘルツ波の発振器としても期待が高まりつつある。